# Задрже
Задрже (словен. Zadrže) — поселення в общині Шмарє-при-Єлшах, Савинський регіон, Словенія. 
Висота над рівнем моря: 240,1 м.